# Fünf Punkte zu einer neuen Architektur
Die Fünf Punkte zu einer neuen Architektur (im frz. Original Cinq points de l’architecture moderne) sind ein Architekturmanifest der Schweizer Architekten Le Corbusier und Pierre Jeanneret. Corbusier publizierte es 1923 in seinem Magazin L’Esprit Nouveau und in der Essaysammlung Vers une architecture. 1927 wurde es, nun auch mit Nennung Jeannerets als Mitautor, auf Deutsch in der Zeitschrift des Deutschen Werkbunds Die Form veröffentlicht.

## Fünf Punkte der Architektur
Im Laufe seiner Tätigkeit als Architekt entwickelte Le Corbusier eine Reihe von architektonischen Prinzipien, die er zur Grundlage seiner Entwürfe machte. Zusammen mit seinem Cousin Pierre Jeanneret, mit dem er von 1923 bis 1940 in Paris ein gemeinsames Büro betrieb, publizierte er diese Gestaltungsprinzipien als Fünf Punkte zu einer neuen Architektur:
1. Die Pfosten (Pilotis): Ein Raster von Betonstützen ersetzt die tragenden Mauern und wird zur Grundlage der neuen Ästhetik.
2. Die Dachgärten auf einem Flachdach können sowohl als Nutzgarten wie auch zum Schutz des Betondachs dienen.
3. Die freie Grundrissgestaltung (freier Grundriss) und damit der Wegfall von tragenden Mauern ermöglicht eine flexible Nutzung des Wohnraums.
4. Das Langfenster durchschneidet die nichttragenden Wände entlang der Fassade und versorgt die Wohnung mit gleichmäßigem Licht.
5. Die freie Fassadengestaltung wird ermöglicht durch eine Trennung der äußeren Gestaltung von der Baustruktur (Vorhangfassade).

## Beispiele

### Villa Savoye

In der Villa Savoye (1928–1931) verwirklichte Le Corbusier beispielhaft seine Fünf Punkte

Am konsequentesten setzte Le Corbusier das Konzept der Fünf Punkte in der Villa Savoye (1929–1931) um, an deren Entwurf er im Lauf der 1920er Jahre arbeitete. Die Struktur hebt sich durch Betonpfosten vom Boden ab. Pilotis im Obergeschoss ersetzen tragende Wände, was die freie Fassadengestaltung und einen freien Grundriss durch unabhängige Platzierung der nichttragenden Wände ermöglicht. Die Villa Savoye öffnete sich an vier Seiten mit horizontalen Bandfenstern zum Garten hin und erfüllt das vierte Prinzip. Im Dachgarten sollte als fünfter Punkt die überbaute Fläche wiedergewonnen werden. Eine Rampe, die vom Erdgeschoss zur Dachterrasse führt, ermöglicht das Erfahren von Kubatur und architektonischer Gestaltung. Die weiße Reling der Rampe erinnert an die Ästhetik der Ozeanliner, die Le Corbusier schätzte und die in den 1920er Jahren beliebt war. Die Einfahrt mit ihrem halbkreisförmigen Weg ergab sich aus dem Wenderadius eines Citroën-Automobils von 1927.

### Carpenter Center

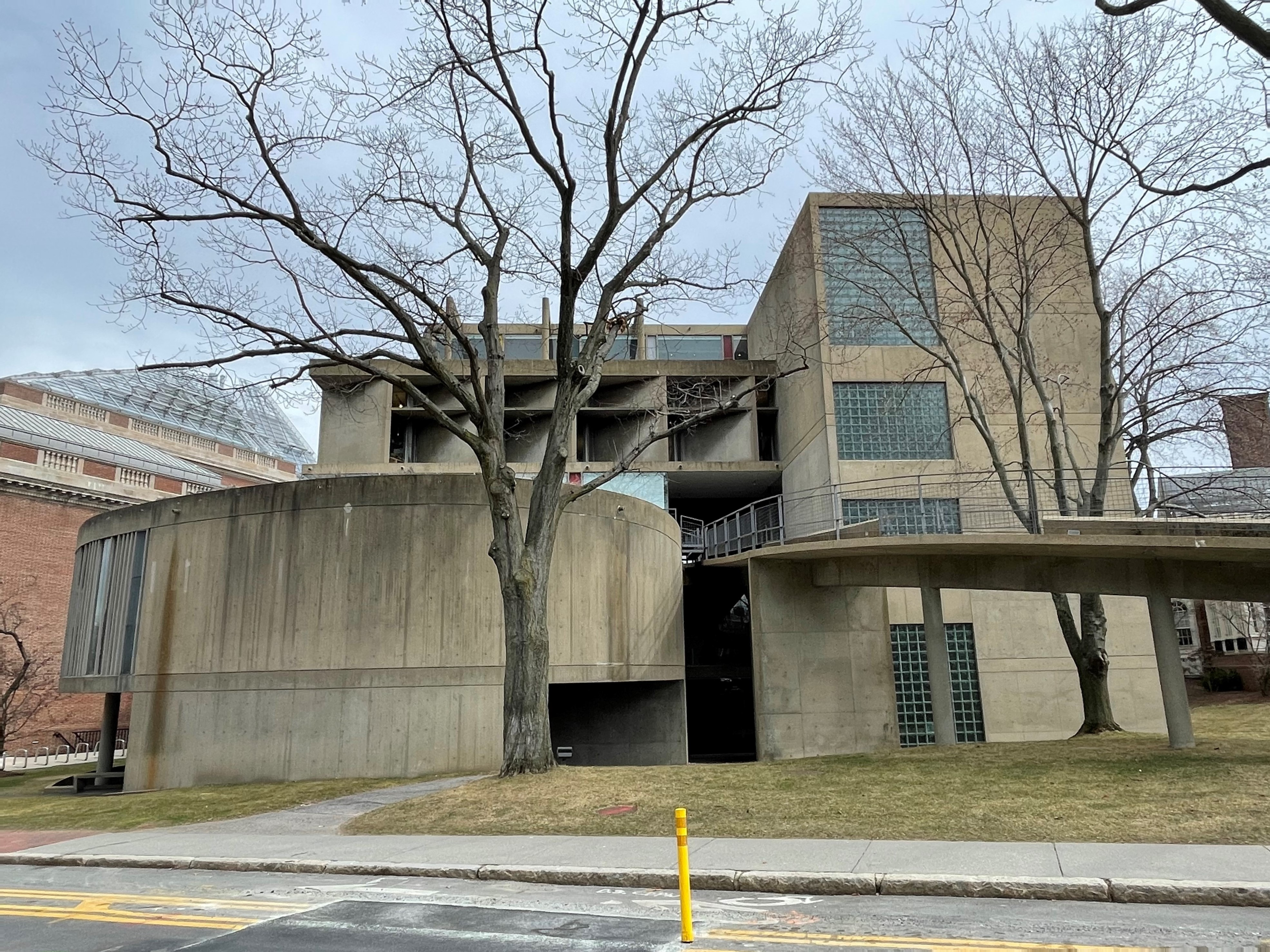
The Carpenter Center

Das Carpenter Center for the Visual Arts in der Harvard University ist Le Corbusiers einziges Gebäude in den Vereinigten Staaten. Auch hier versuchte er seine Fünf Punkte in seinen Entwurf zu integrieren.

### Casa Curutchet
Das Casa Curutchet stellt einen Meilenstein in Corbusiers eigenem Werdegang dar, weil es beispielhaft zeigt, wie kulturelle und historische Merkmale der Architektur (die Elemente des traditionellen argentinischen Hofhauses) unter Verwendung von Corbusiers fünf Punkten der modernen Architektur umgeschrieben werden können.

## Rezeption
Le Corbusiers Fünf Punkte können als Versuch gesehen werden, durch Ausnutzung der statischen Möglichkeiten des Stahlbeton eine neue Formensprache in der Architektur zu entwickeln. 
Der Kritiker Sigfried Giedion maß dem Konzept auch eine transzendente symbolische Bedeutung zu. Die auf Stützen erhobene Wohnung als Zeichen der Emanzipation des Menschen von der Natur.
Unter anderem der Deutsche Werkbund beförderte Le Corbusiers Ideen. Für die Bauausstellung Die Wohnung 1927 in der Stuttgarter Weißenhofsiedlung übernahm Mies van der Rohe einige Prinzipien Le Corbusiers, wie Flachdach und freie Fassaden- und Grundrissgestaltung, als Kriterien für die Beiträge, die als Ensemble zu Ikonen des Neuen Bauens wurden.
Vermutlich wollte Le Corbusier auf dem ersten CIAM 1928 seine Fünf Punkte zu international anerkannten Prinzipien des Neuen Bauens erheben. 
Bedeutung errangen sie auch durch die von Philip Johnson und Henry-Russell Hitchcock 1932 kuratierte MoMA-Ausstellung Modern Architecture: International Exhibition und die begleitende Publikation International Style. Johnson und Hitchcock nutzten die Fünf Punkte als Auswahlkriterien der präsentierten Bauten, wodurch sie zu Merkmalen moderner Architektur avancierten.
Widerstände gegen Corbusiers Gestaltungsprinzipien zeigten sich im Verlauf der Entstehung der Weißenhofsiedlung durch Angehörige des traditionalistischen Kreises des Deutschen Werkbunds und des sogenannten Heimatschutzes, wie Paul Schulze-Naumburg, die Bauten und Prinzipien der „Weißen Moderne“ heftig kritisierten und als „undeutsch“ bezeichneten, was auch der Haltung zur modernen Architektur im Nationalsozialismus entsprach.